# Hai người xa lạ
Hai người xa lạ (tên gốc tiếng Anh: Two Distant Strangers) là phim ngắn của Mỹ năm 2020 do Travon Free biên kịch, với công tác đạo diễn do Free và Martin Desmond Roe đảm nhiệm. Tác phẩm đề cập đến cái chết của những người da đen Mỹ trong cuộc chạm trán với cảnh sát da trắng thông qua con mắt của một nhân vật bị mắc kẹt trong vòng lặp thời gian. Hai người xa lạ đã giành chiến thắng ở hạng mục Phim ngắn người đóng hay nhất tại Giải Oscar lần thứ 93, đánh dấu chiến thắng đầu tiên của Netflix ở hạng mục này.

## Nội dung
Tại thành phố New York, chàng trai da đen Carter James cố gắng trở về nhà với chú chó Jeter của mình vào buổi sáng sau đêm hẹn hò đầu tiên. Anh thấy mình bị mắc kẹt trong một vòng lặp thời gian khi liên tục đối đầu với một sĩ quan NYPD da trắng tên là Merk. Mỗi cuộc chạm trán đều kết thúc bằng việc Carter bị cảnh sát giết chết, sau đó tỉnh dậy trên chiếc giường tại nhà Perri, cô gái mà Carter đang hẹn hò. Trong một lần lặp, Carter nhất quyết không ra đường mà ở nhà Perri để tránh bị bắn, nhưng cảnh sát chống bạo động vẫn ập vào căn hộ của Perri do nhầm nó với một căn hộ khác vì số cửa bị treo ngược, và bắn Carter ở đó.
Sau 99 lần chết, Carter quyết định thảo luận tình hình với Sĩ quan Merk, kể cho ông ta nghe về vòng lặp thời gian và mong muốn Merk chở anh về nhà. Khi cuộc hành trình kết thúc, Merk và Carter bắt tay nhau. Nhưng khi Carter quay vào tòa nhà căn hộ của mình, Merk bắt đầu tán thưởng "màn trình diễn" của Carter và tiết lộ rằng Merk cũng nhớ các vòng lặp trước đó. Merk sau đó bắn vào lưng Carter, và anh thức dậy một lần nữa trên giường của Perri. Không nản lòng, Carter lại rời căn hộ của Perri và tiếp tục nỗ lực để về nhà với chú chó của mình.

## Diễn viên
- Joey Badass vai Carter James[7]
- Andrew Howard vai Merk[7]
- Zaria Simone vai Perri[7]

## Phát hành
Tháng 3 năm 2021, Netflix đã mua lại quyền phân phối Hai người xa lạ và phát hành phim ngắn này trên nền tảng của hãng từ ngày 9 tháng 4.

## Đón nhận

### Giải thưởng
| Giải thưởng                                     | Ngày                | Hạng mục                      | Đề cử                             | Kết quả   | Nguồn  |
| ----------------------------------------------- | ------------------- | ----------------------------- | --------------------------------- | --------- | ------ |
| Giải Oscar                                      | 25 tháng 4 năm 2021 | Phim ngắn người đóng hay nhất | Travon Free và Martin Desmond Roe | Đoạt giải | [ 10 ] |
| Hiệp hội các nhà phê bình phim người Mỹ gốc Phi | 7 tháng 4 năm 2021  | Phim ngắn hay nhất            | Hai người xa lạ                   | Đoạt giải | [ 11 ] |

### Tranh cãi
Vào tháng 4 năm 2021, đạo diễn Cynthia Kao đã đăng một video trên trang mạng xã hội TikTok cáo buộc rằng Hai người xa lạ đã ăn cắp ý tưởng từ một phim ngắn mà cô đã đạo diễn vào tháng 12 năm 2016 có tựa đề Groundhog Day For a Black Man. Phim ngắn mà Kao thực hiện có nội dung tương tự như Hai người xa lạ, tức là hai đều nói về một chàng trai da đen cố gắng sống lại cùng một ngày cho đến khi thoát khỏi một cuộc chạm trán với cảnh sát. Hơn nữa, vào năm 2020, trong cuộc biểu tình George Floyd, trang tin tức NowThis đã liên hệ với Kao để giới thiệu phim ngắn Groundhog Day For a Black Man trên trang Facebook và Instagram của họ. Một năm sau đó, Netflix phát hành Hai người xa lạ hợp tác với NowThis mà không hề đề tên Kao hay có bất kỳ chú thích gì liên quan đến ý tưởng gốc của tác phẩm. NowThis sau đó cho biết tác phẩm Hai người xa lạ đã được phát triển độc lập và hoàn thành vài tháng trước khi hãng này tham gia vào dự án, đồng thời bác bỏ mọi mỗi liên kết tới tác phẩm của Kao.